# Canal lymphatique

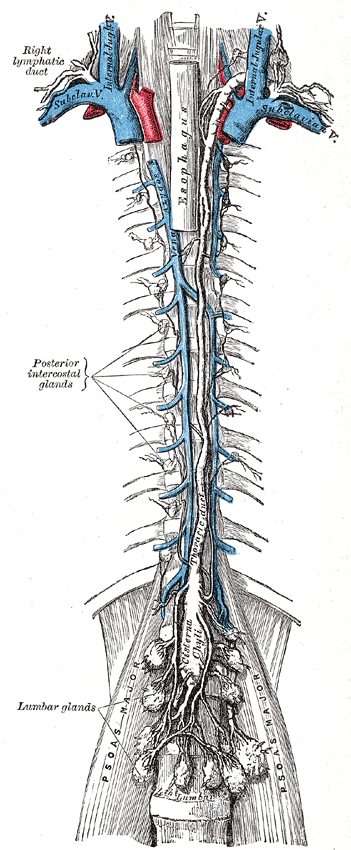
Canal lymphatique, en latin Ductus lymphaticus

 Un canal lymphatique est un grand vaisseau lymphatique qui vide la lymphe dans l'une des veines sous-clavières. Il y a deux canaux lymphatiques dans le corps — le canal lymphatique droit et le canal thoracique. Le canal lymphatique droit draine la lymphe du membre supérieur droit, du côté droit du thorax et des moitiés droites de la tête et du cou. Le canal thoracique draine la lymphe dans le système circulatoire au niveau de la veine brachiocéphalique gauche entre la veine sous-clavière gauche et la veine jugulaire interne gauche.

## Sources et références
1. ↑  Société canadienne du cancer, « Le système lymphatique » , sur cancer.ca (consulté le 27 décembre 2022).